# 宮田章司
宮田 章司（みやた しょうじ、1933年3月19日 - 2021年6月21日）は、落語芸術協会に所属していた江戸売り声漫談家。本名∶山崎 安富。東京都足立区出身。

## 来歴
1954年に漫才師宮田洋容に入門。翌年同門の宮田陽司とコンビを組み『陽司・章司』のコンビ名でデビュー。文化放送のレギュラー番組を持つ傍らフジテレビ、テレビ朝日、日本テレビなどの、演芸番組に数多く出演する。
1964年、三沢あけみの専属司会者となり、1969年に日本テレビ『11PM』のレギュラーに抜擢。
1976年コンビ解消後、漫談家と司会者の2足のわらじを履き、和田弘とマヒナスターズの専属司会者となる。
その後、芸術祭賞を受賞した大道芸の坂野比呂志と出会い江戸売り声の魅力に取り憑かれる。坂野亡き後、日本で唯一の本格的な「江戸売り声百景」和風漫談家となった。
2019年7月7日、新宿末広亭の高座が最後の寄席出演となった。
その後心筋梗塞に倒れ療養していたが、2021年6月21日21時45分、老衰のため世田谷区内の自宅で死去した。88歳没。

## 芸歴
- 1954年∶漫才師宮田洋容の門下生となる[1][2]。
- 1955年∶『陽司・章司』のコンビ名で漫才師としてデビュー[1][2]。
- 1976年∶コンビ解消後、江戸売り声の魅力に惹かれ寄席芸として完成させる[1][2]。
- 2021年∶死去[2]。

## 家族
妻は奇術師の松旭斎小天華（1945年11月22日 - 2022年1月25日）。前年6月に夫を亡くした約半年後の2022年1月25日に多臓器不全で死去した。

## 著書
- 岩波アクティブ新書 江戸売り声百景（2003年5月、岩波書店)　＊CD付
- いいねぇー江戸売り声―絵で見る商いの原風景 （絵：瀬知エリカ、2012年1月、素朴社）
- 売り声図鑑 江戸の長屋の朝昼晩―江戸売り声でタイムトリップ！（絵：瀬知エリカ、監修：市川寛明、2018年6月、絵本塾出版）
- 売り声図鑑 江戸の長屋の春夏秋冬―江戸売り声でタイムトリップ！（絵：瀬知エリカ、監修：市川寛明、2018年12月、絵本塾出版）
- 売り声図鑑 江戸のくらしとリサイクル―江戸売り声でタイムトリップ！（絵：瀬知エリカ、監修：市川寛明、2019年8月、絵本塾出版）